# Оякава, Йоши
Йошинобу «Йоши» Оякава (англ. Yoshi Oyakawa; род. 9 августа 1933, Кона, Гавайи, США) — американский пловец, олимпийский чемпион 1952 года на дистанции 100 м на спине. С 1 апреля 1954 года по 27 февраля 1955 года — рекордсмен мира на дистанции 100 м на спине. Оякава считается последним из великих пловцов на спине, использовавших при преодолении дистанции лишь прямые руки.

## Биография
Йоши Оякава начал заниматься плаванием в возрасте 15 лет, а в 16 лет впервые проплыл на спине. В 19 лет поехал на свою первую Олимпиаду и одержал победу на дистанции 100 м на спине. В 1956 году, будучи вторым лейтенантом ВВС США, принял участие в летних Олимпийских играх в Мельбурне, однако в финальном заплыве на дистанции 100 м на спине был лишь восьмым.
После окончания спортивной карьеры стал тренером по плаванию и в 1972 году был признан «Тренером года» Высшей школы Огайо.
В 1973 году был включён в Зал славы мирового плавания.